# Rue Saint-Sabin
La rue Saint-Sabin est située dans le 11e arrondissement de Paris.

## Situation et accès

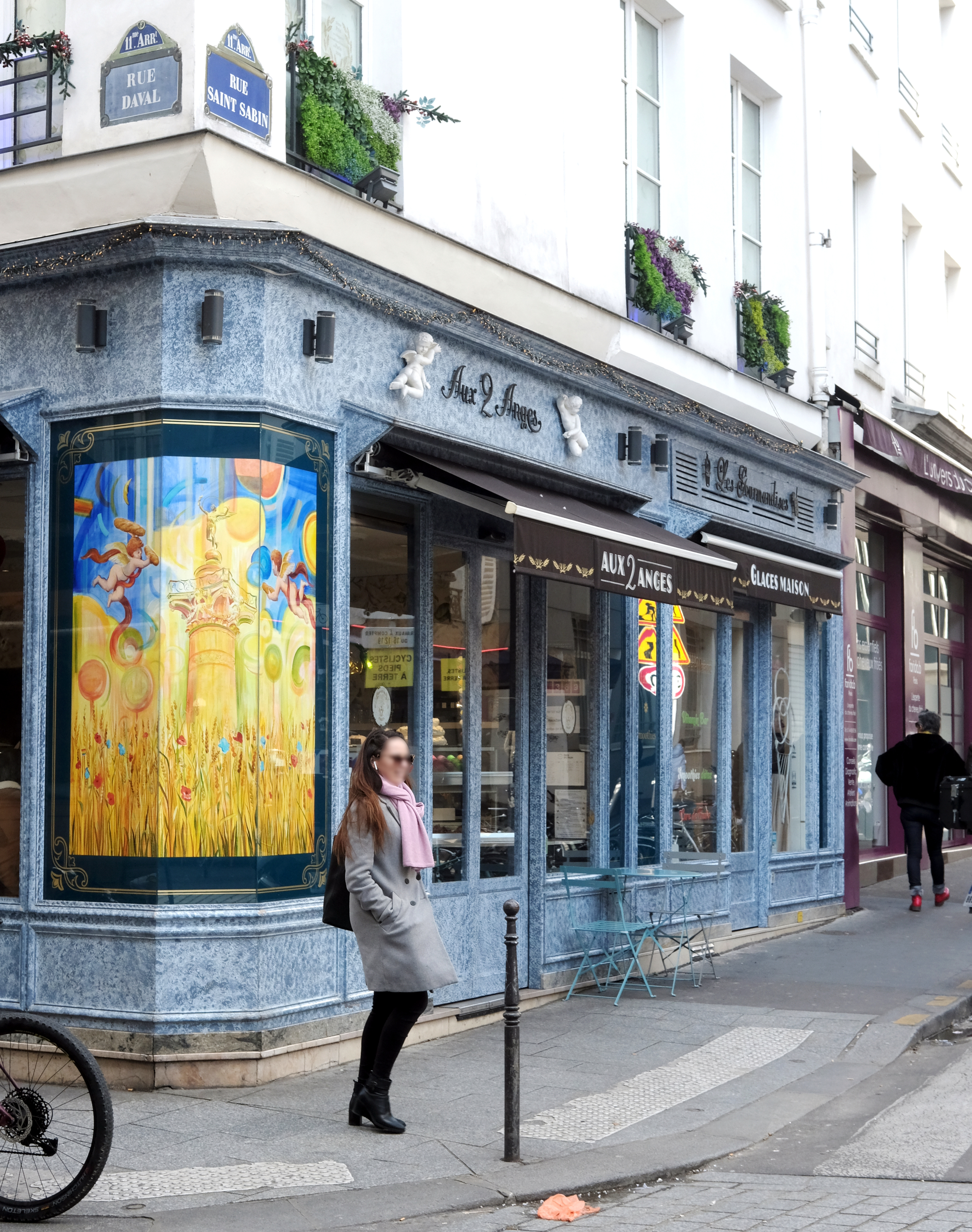
Début de la rue Saint-Sabin au croisement de la rue Daval.

Elle commence au 23, rue Daval, quasiment au niveau du 15-17, rue de la Roquette, pour se terminer 88, boulevard Beaumarchais. Elle a une longueur de 695 m, une largeur de 10 m et comporte 72 numéros.
La rue Saint-Sabin est desservie par la ligne 5 à la station Bréguet - Sabin, par les lignes 1, 5 et 8 à la station Bastille et par la ligne 8 à la station Chemin Vert.
Voies rencontrées
La rue Saint-Sabin rencontre les voies suivantes, dans l'ordre des numéros croissants, c'est-à-dire de la rue Daval au boulevard Beaumarchais (« g » indique que la rue se situe à gauche, « d » à droite. Les rues, passages, allées et cours non ouvertes à la circulation automobile sont indiqués entre parenthèses) :
- début : rue Daval
  - (passage Saint-Sabin) (d)
  - rue Sedaine
  - boulevard Richard-Lenoir-rue Bréguet (d)
  - rue du Chemin-Vert
  - (passage Sainte-Anne-Popincourt) (d)
  - (passage des Primevères) (d)
  - (allée Verte) (d)
  - (cour du Coq) (d)
  - (rue Pelée) (d)
  - rue Amelot
- fin : boulevard Beaumarchais

## Origine du nom
Elle est nommée d'après Charles-Pierre d'Angelesme de Saint-Sabin, écuyer, avocat au Parlement, échevin de Paris de 1775 à 1777.

## Historique
L'actuelle rue Saint-Sabin correspond à deux parties du chemin de contrescarpe qui longeait extérieurement le fossé de l'enceinte de Charles V.
- Dans son tronçon sud, à celui  du bastion de la porte Saint-Antoine  aménagé en 1554-1560,
- Dans son tronçon nord, au chemin de contrescarpe du bastion de l'Ardoise construit vers 1590.

Ces bastions ont été créés lors du réaménagement de cette fortification pour lui permettre de résister aux attaques de l'artillerie. 
La rue, à son début, est orientée nord/nord-est puis fait un virage à angle droit pour s’orienter nord/nord-ouest et, vers la fin, refait un autre virage à angle droit pour s’orienter ouest/sud-ouest. Ce tracé correspond aux contours de ces deux bastions. Le chemin figure sur les plans anciens de Paris, notamment celui de plan de Gomboust de 1652 qui le représente le long du fossé des deux bastions et celui de Turgot de 1734 dessiné après la démolition de l'enceinte et du bastion de l'Ardoise  remplacés par le boulevard après 1670, mais avant la suppresion du bastion de la porte Saint-Antoine en 1777.  
La rue porte son nom depuis la rectification de son tracé inaugurée en 1777 en même temps que la rue Amelot lors de la démolition du bastion de la porte Saint-Antoine et le comblement du fossé de l'ancien rempart. De l'ouverture du canal Saint-Martin en 1825 à la couverture de ce dernier en 1859-1860, la rue est coupée en deux parties,.
En 1868, la « petite rue Saint-Pierre », située entre la rue du Chemin-Vert et la rue Amelot, est rattachée à la rue Saint-Sabin.
Le 30 janvier 1918, durant la première Guerre mondiale, le no 46 rue Saint-Sabin est touché lors d'un raid effectué par des avions allemands.

## Bâtiments remarquables et lieux de mémoire
- No 8 : cet immeuble est le siège social de l'organisation non gouvernementale internationale Médecins sans frontières, prix Nobel de la paix en 1999.

- No 18 : à l'angle de la rue Sedaine, le café de l'industrie.

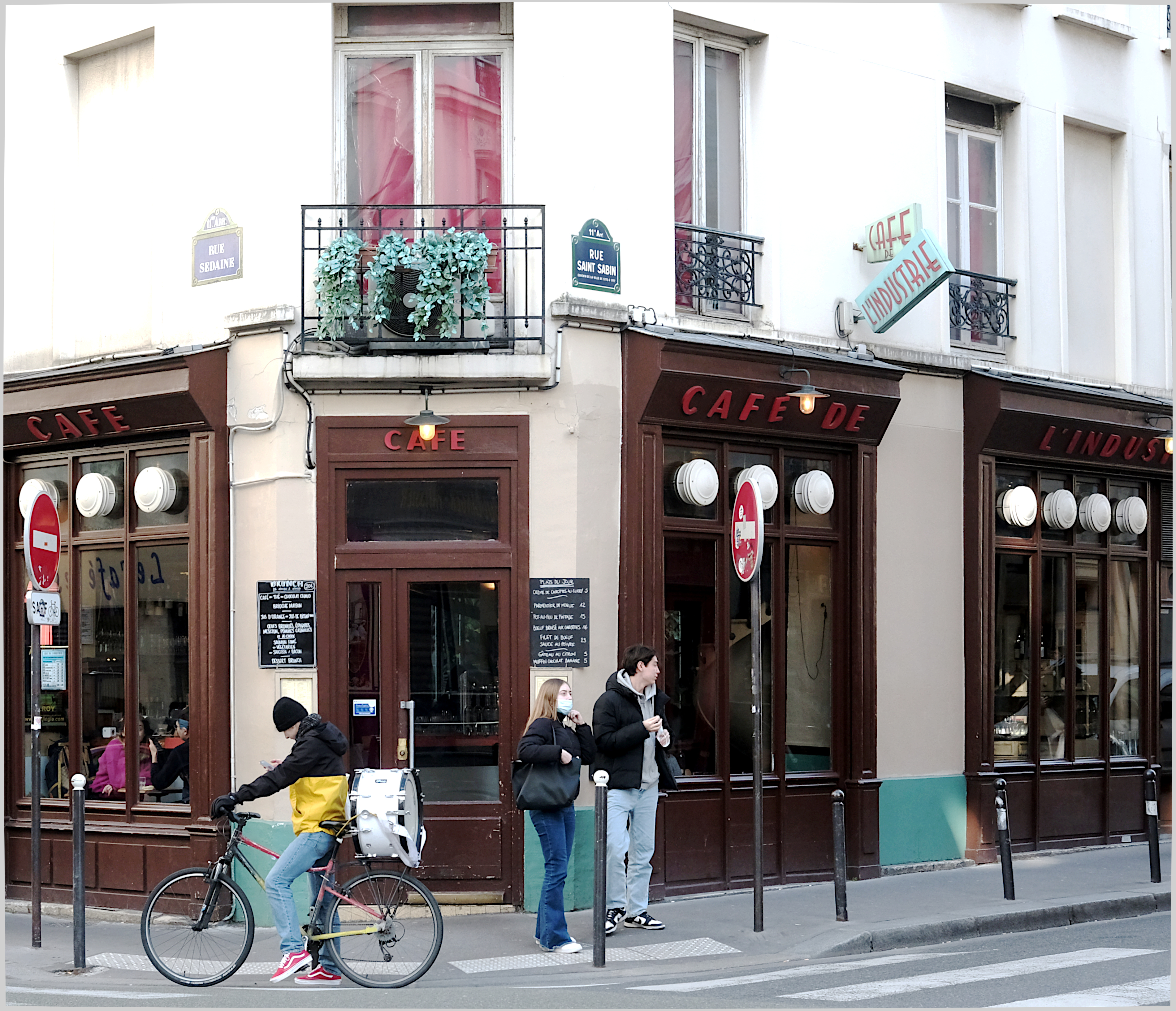
Le café de l'industrie à l'angle des rues Sedaine et Saint-Sabin.
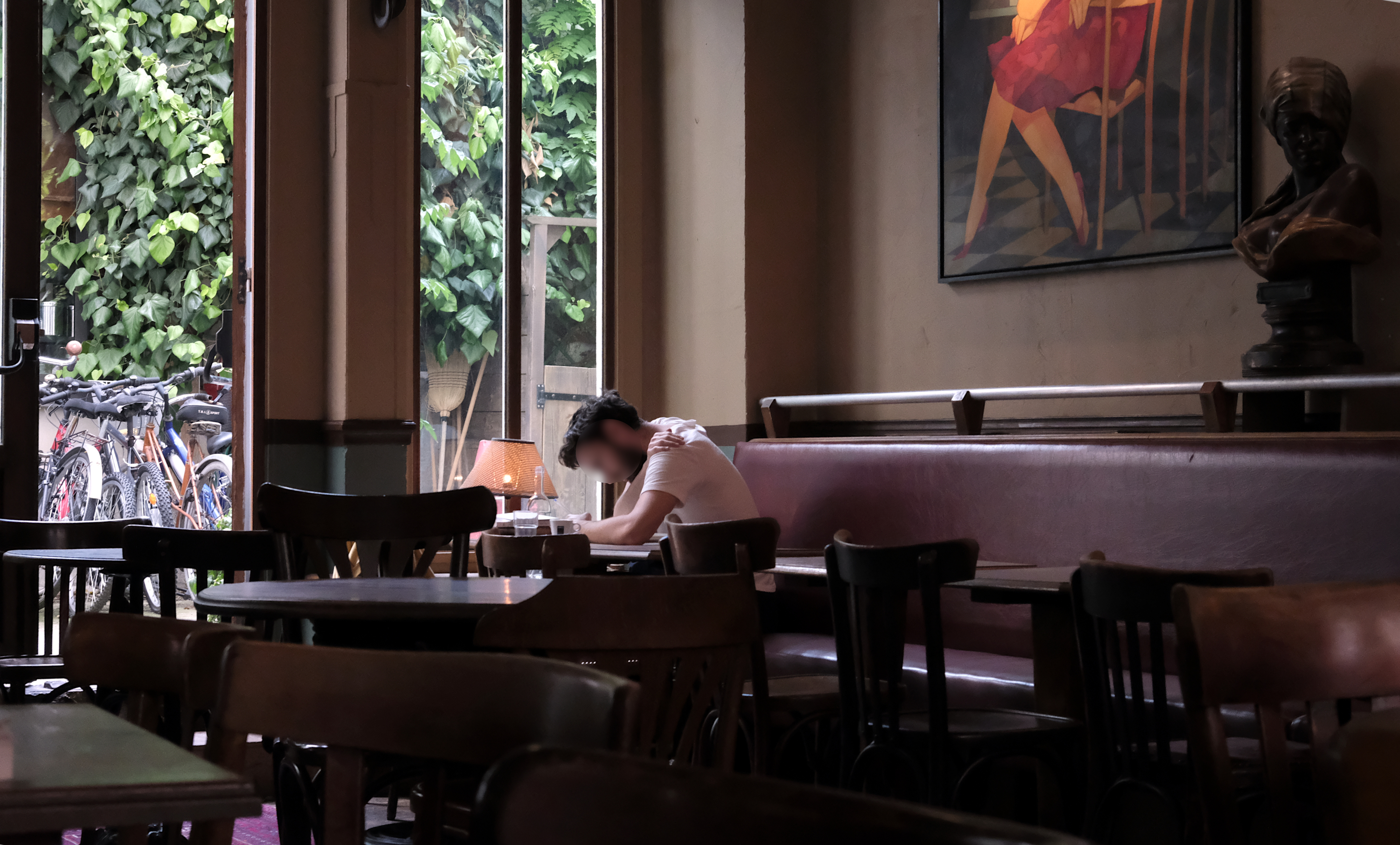
Intérieur du café de l'industrie.

- No 24 : l'immeuble abrite les locaux du magazine culturel Les Inrockuptibles jusqu'en 2018. Immeuble d'angle en L avec le 2, rue Bréguet, perspective ouverte sur le boulevard Richard-Lenoir, daté 1871, E. Gutelle architecte. L'entrée principale se trouve sur le pan coupé, elle est constituée d'un arc[6].
- No 39 : l'hôtel particulier, de trois niveaux plus combles au-dessus de la corniche, a été construit en 1909 par l'entreprise A. Chérioux, selon les plans de l'architecte L. Delpoix et ornementé de statues et frises réalisées par le sculpteur E. Chenevière. Les trois fenêtres centrales du premier et du second étage sont reliées entre elles par un balcon avec garde-corps en fer forgé. Les fenêtres du premier sont surmontées d'un fronton triangulaire sculpté. Elles sont encadrées d'une colonne carrée rainurée supportant de chaque côté, au niveau du second étage, une sculpture de femme qui déroule la guirlande de fleurs située au-dessus des fenêtres (immeuble inscrit sur la liste des protections patrimoniales du 11e arrondissement[7]).

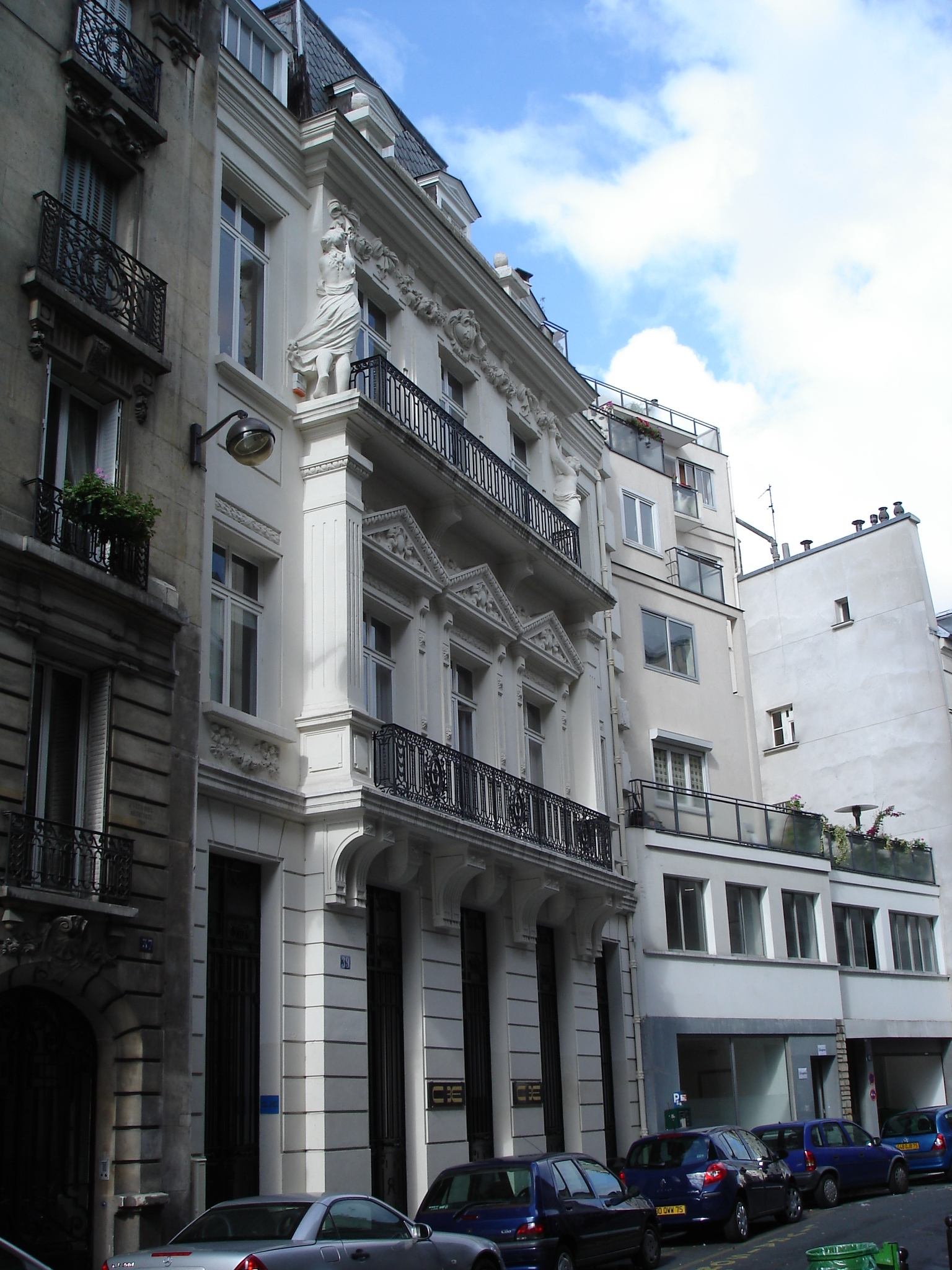
Vue générale de l'hôtel particulier du 39, rue Saint-Sabin.
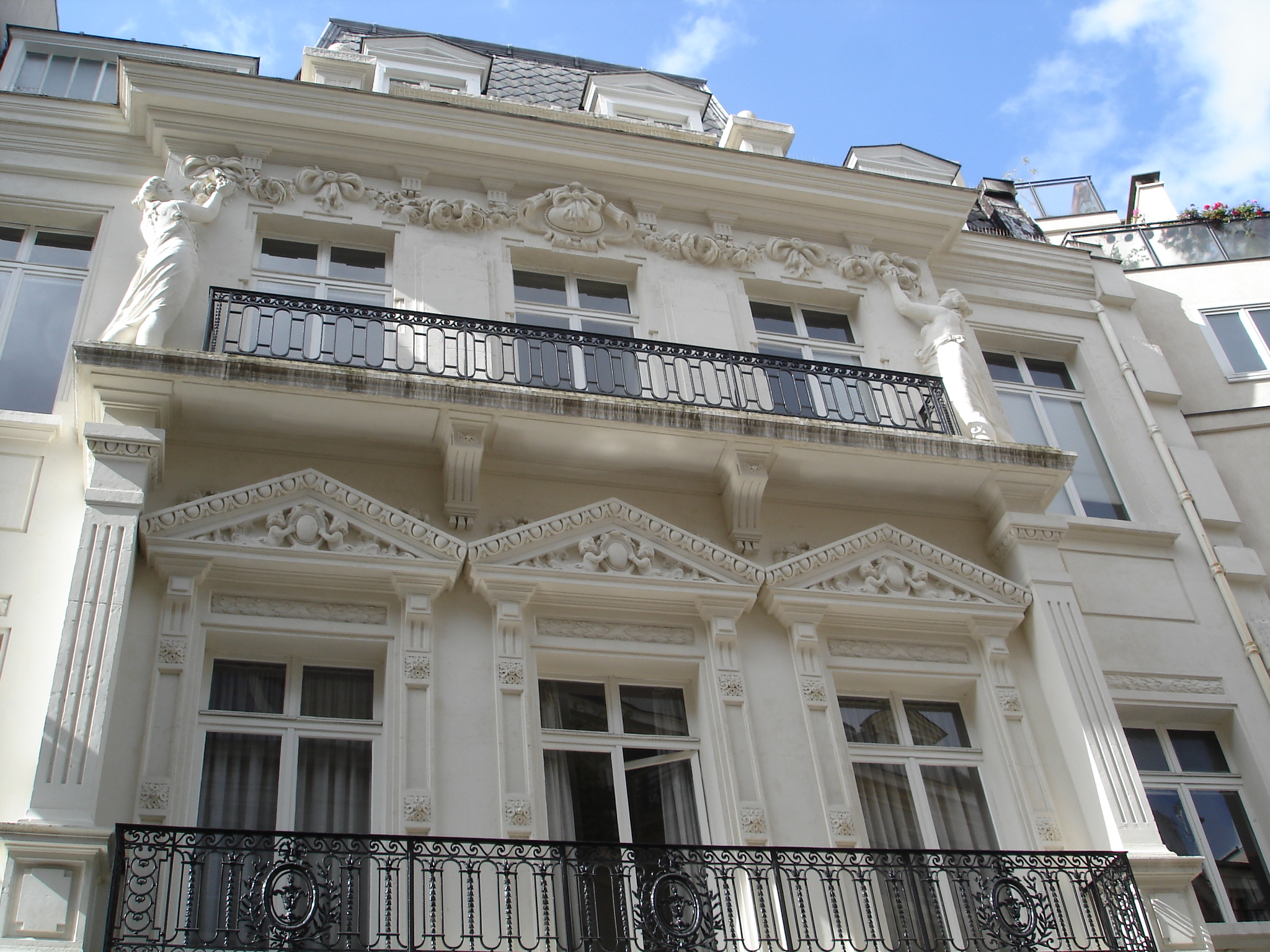
Détail des sculptures des premier et second étages de l'hôtel particulier du 39, rue Saint-Sabin.
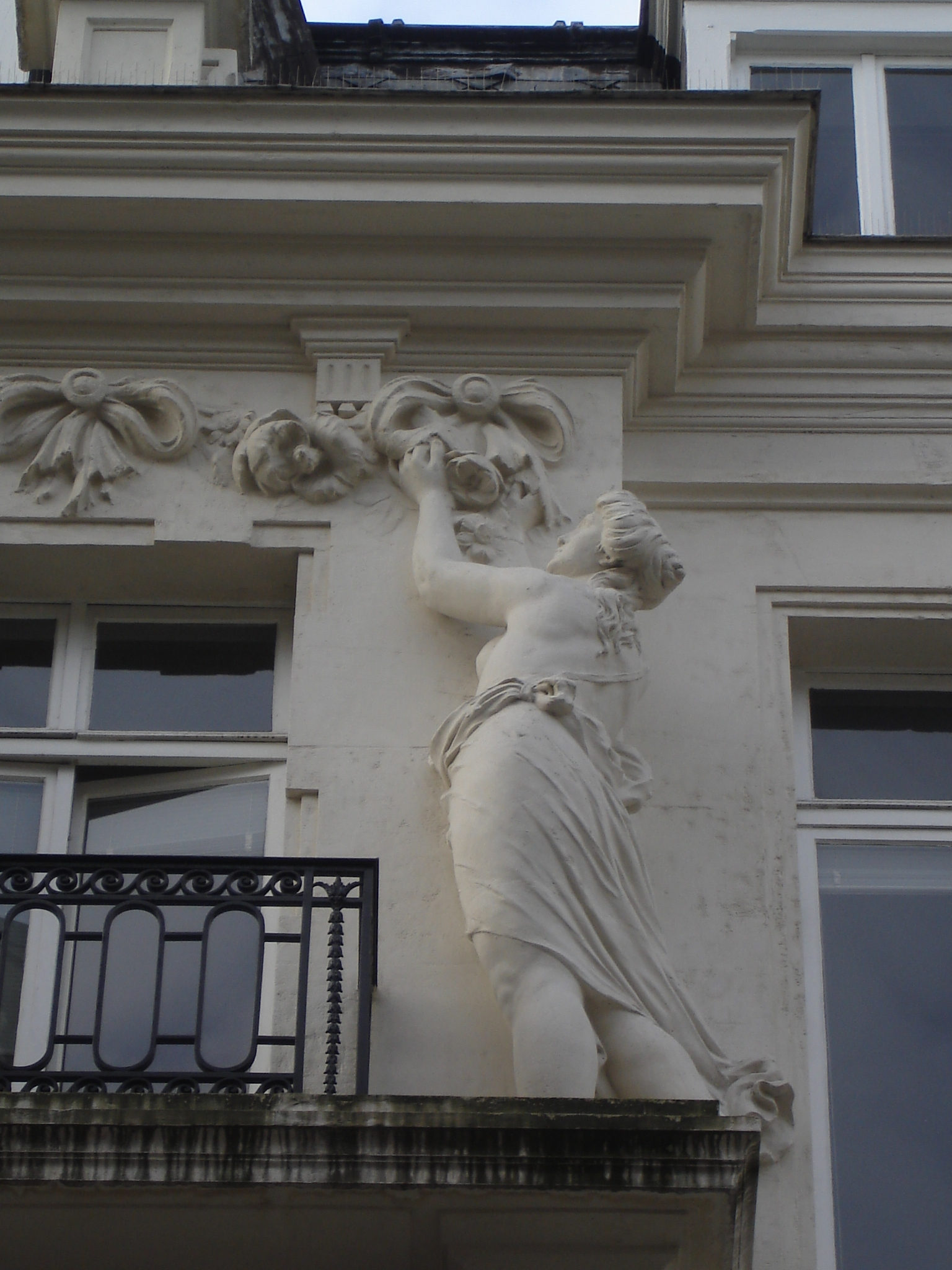
Détail d'une des statues.

- No 42 : entrée du passage Sainte-Anne-Popincourt.

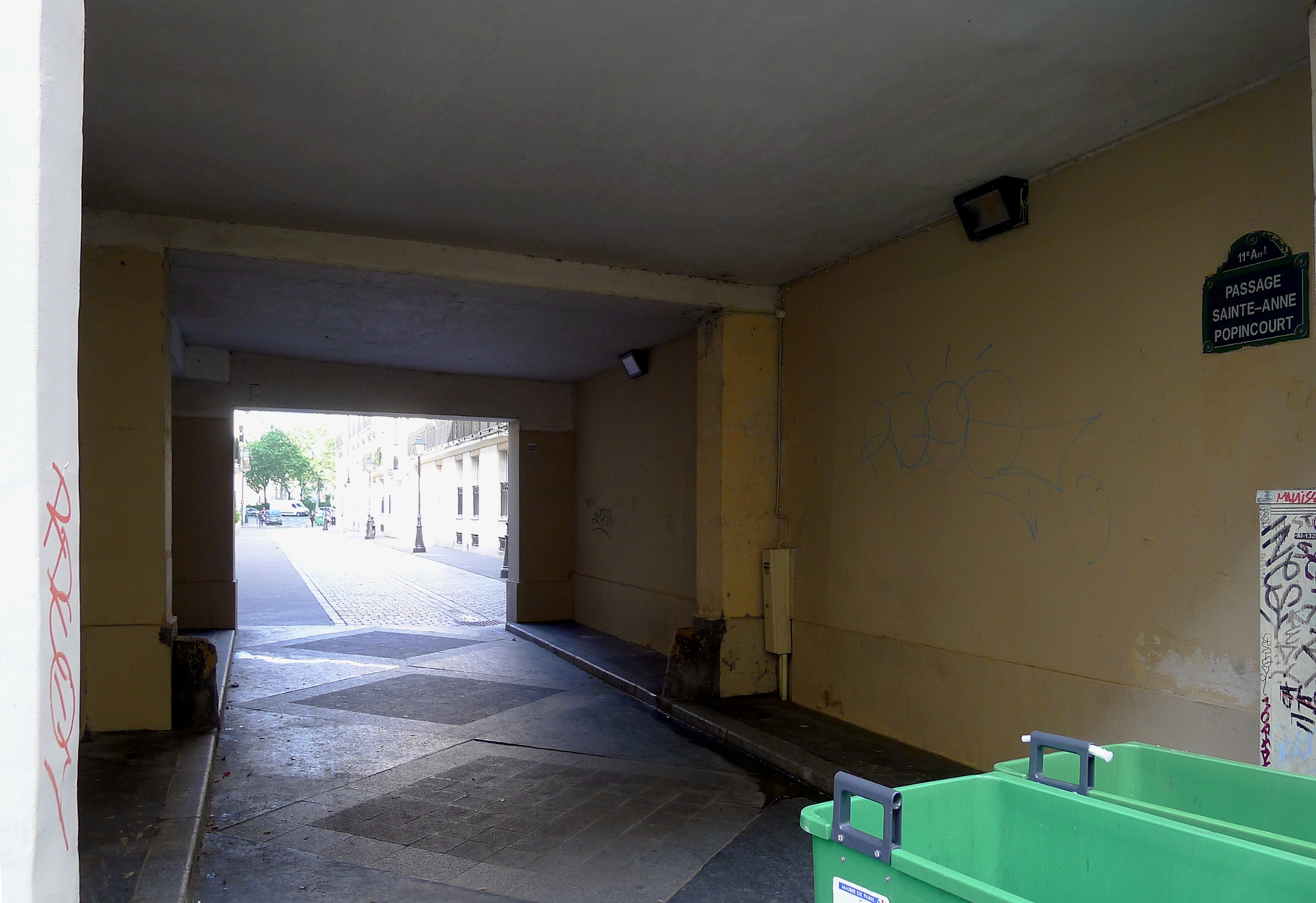
Entrée du passage Sainte-Anne-Popincourt.

- No 48 : l'École nationale supérieure de création industrielle (ENSCI) y est logée dans un ancien bâtiment industriel. Créé en 1982, cet EPIC enseigne la création industrielle et le design.
- No 58 : l'association Ateliers chrétiens de France loue le 58 à Joseph Arthur Théophile Battarel le 6 octobre 1891 pour une durée non précisée [8], puis c'est à cette adresse que se situait l'imprimerie Victor Camis, spécialisée entre 1890 et 1914 dans l'affiche publicitaire lithographiée.
- No 60 : entrée de la cour du Coq. Cette voie privée pavée est formée de maisons de deux étages, avec des ateliers artisanaux au rez-de-chaussée. Certains ateliers ont été transformés en lofts, ou ateliers d'artistes. La voie est fermée par une grille arborant le nom de la voie et ornée d'un coq.

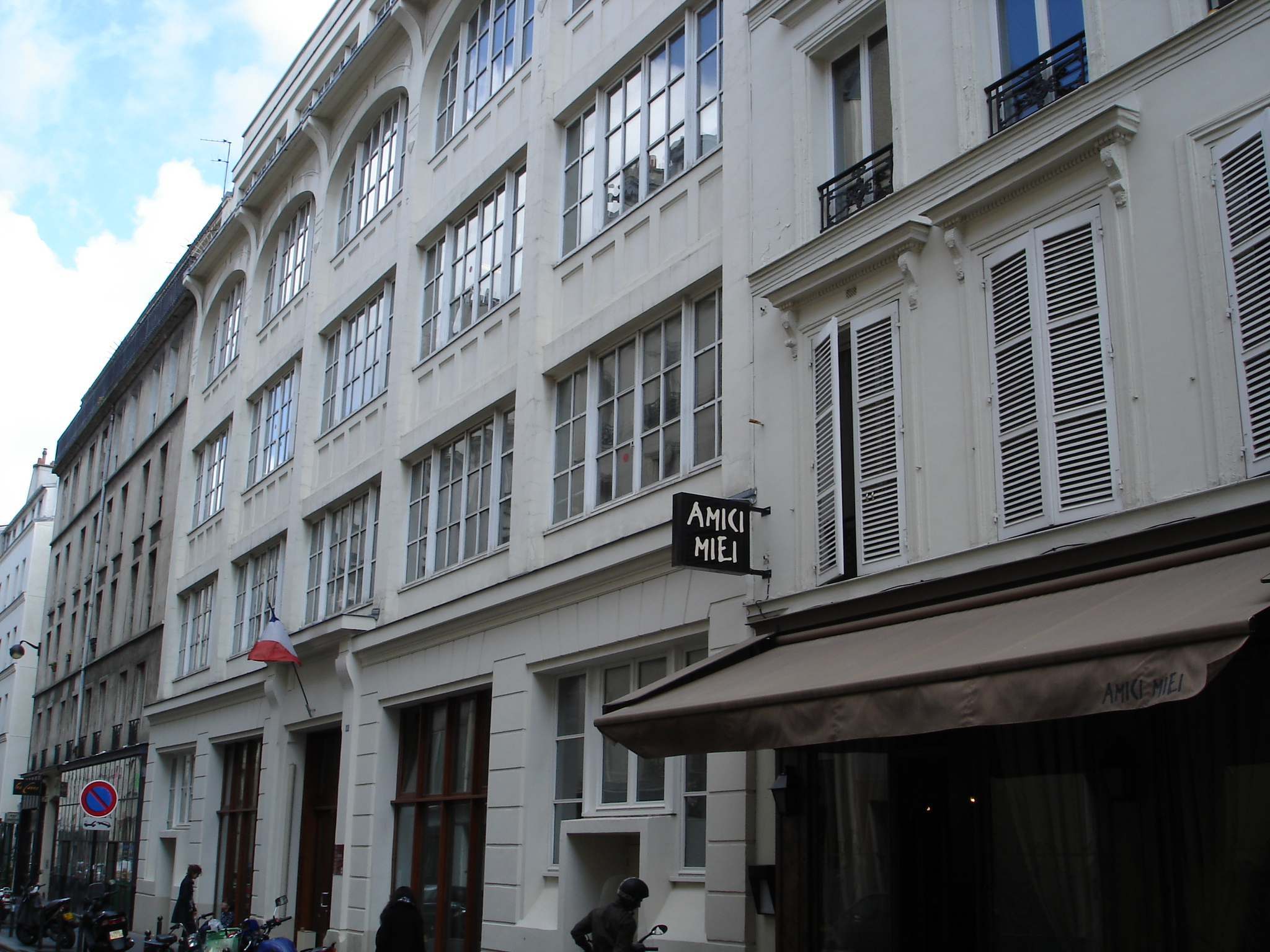
Bâtiment de l'ENSCI, 48, rue Saint-Sabin.
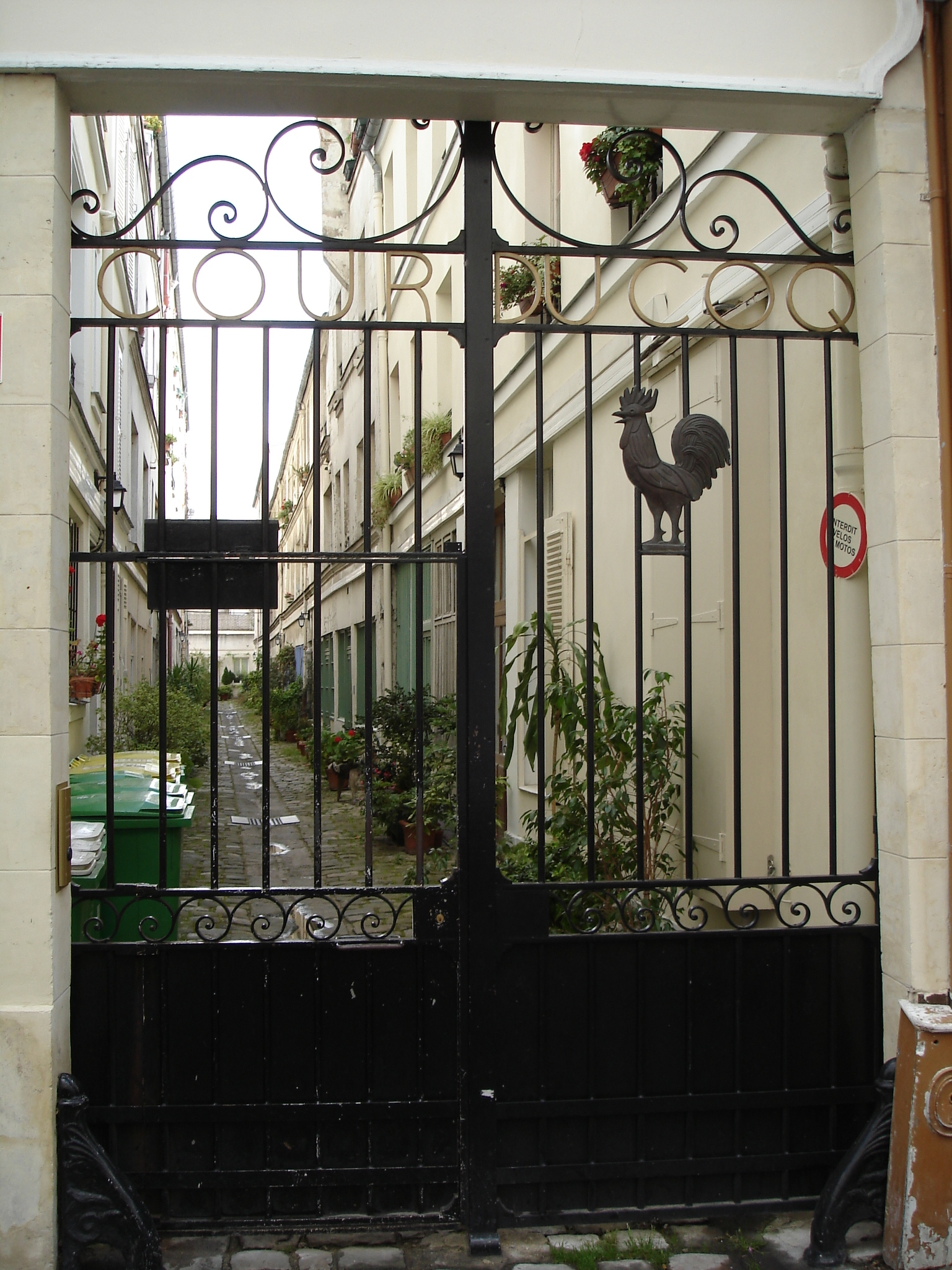
La cour du Coq.

- No 62 : les portes du bâtiment qui abrite aujourd'hui la crèche collective sont celles d'un ancien relais de poste avec un portail pour l'entrée et un pour la sortie des chevaux. L'ancienne verrière n'a pu être conservée pour des raisons de sécurité.
- No 65 : à l'intersection de la rue Saint-Sabin et de la rue Amelot, la charcuterie Le Suprême du Marais a été décorée dans les années 1880-1890 dans le style Belle Époque par l'entrepreneur Thivet. La devanture, les décors extérieurs et intérieurs ornés de fixés sous verre blanc et or, ont fait l'objet d'une inscription à l'inventaire supplémentaire des monuments historiques par un arrêté du 23 mai 1984. Boutique transformée en café (Maison Arnoult) en 2024.

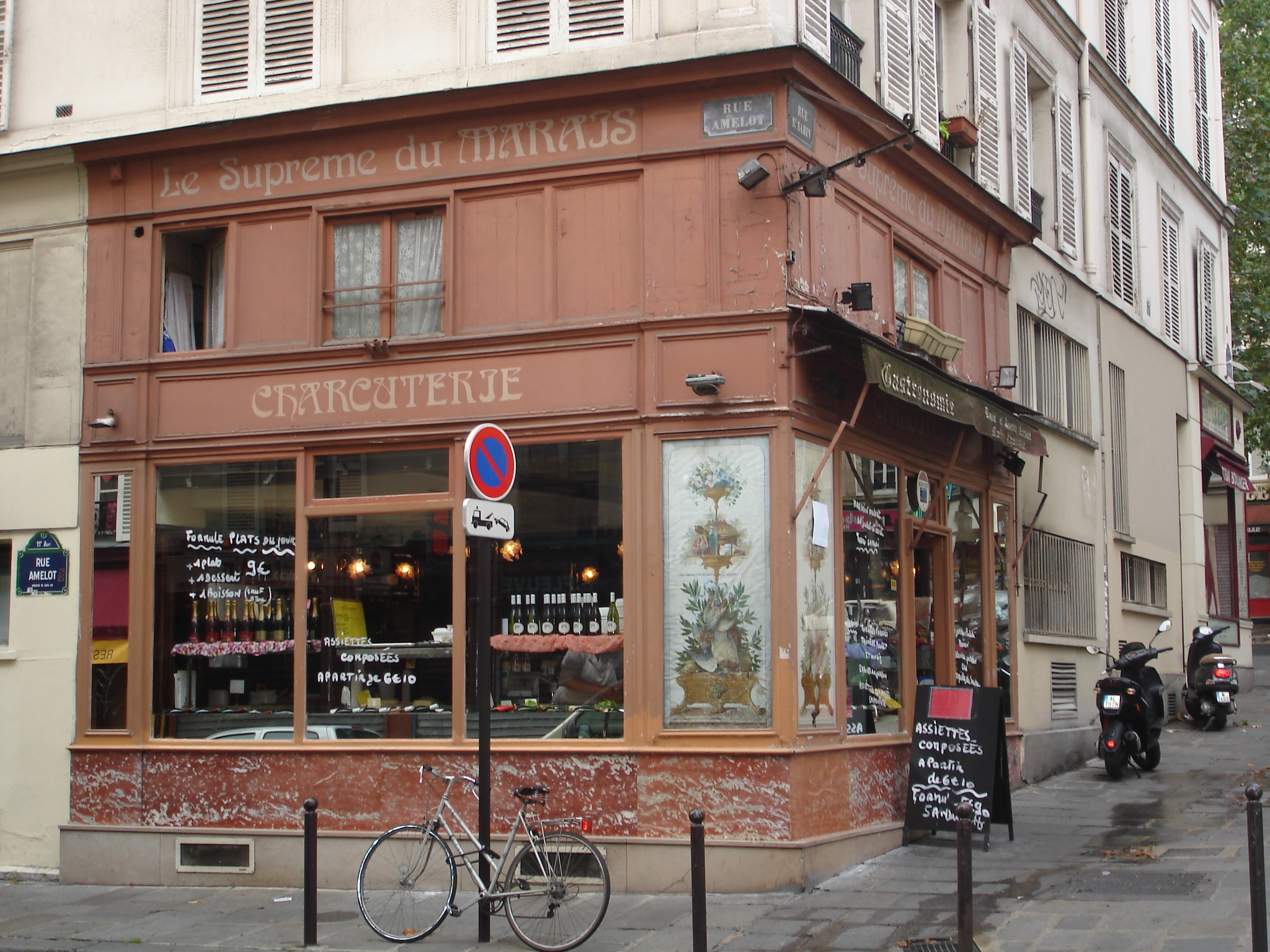
Charcuterie avec devanture classée Belle Époque en 2008.
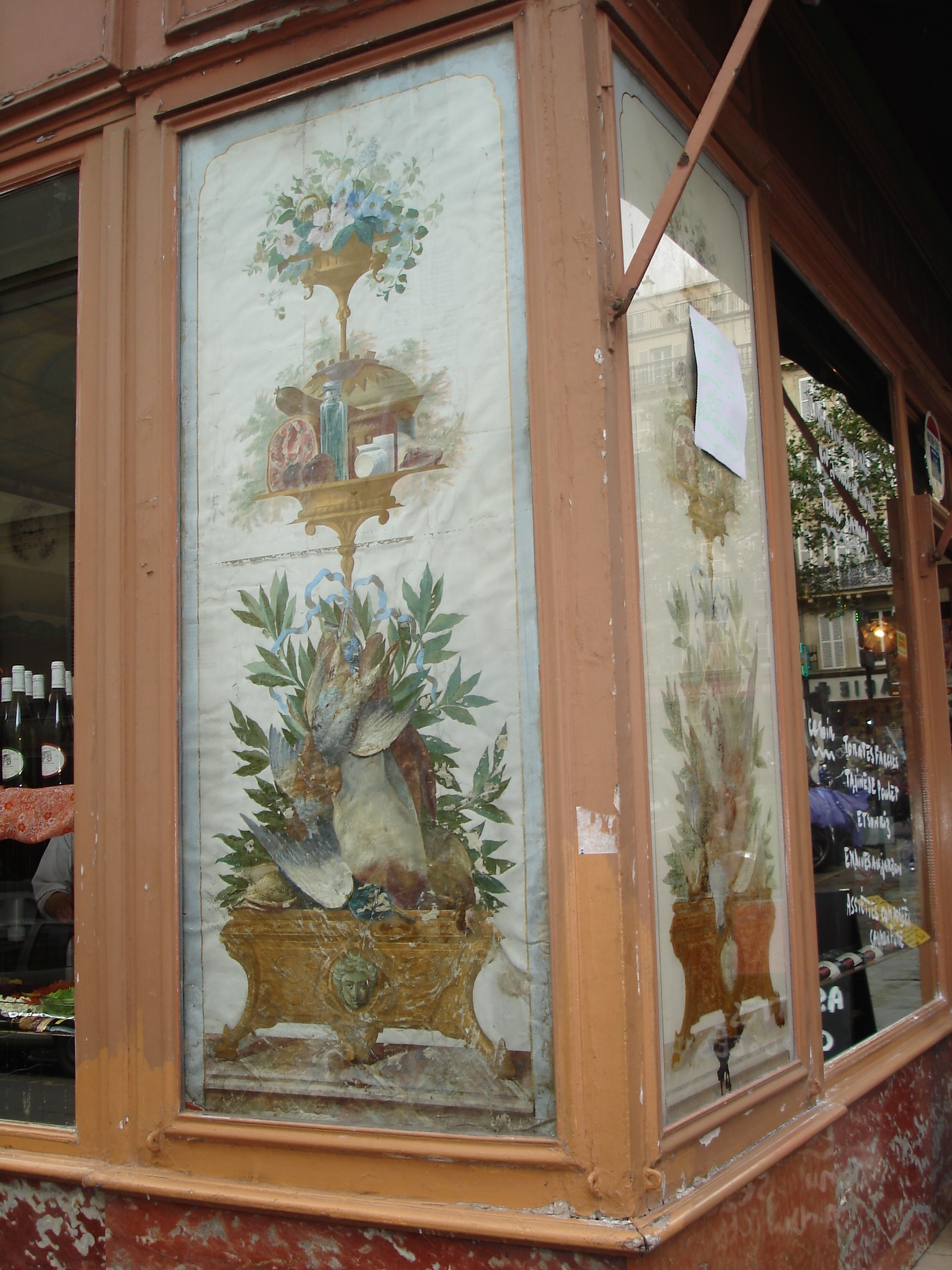
Détail de la devanture.
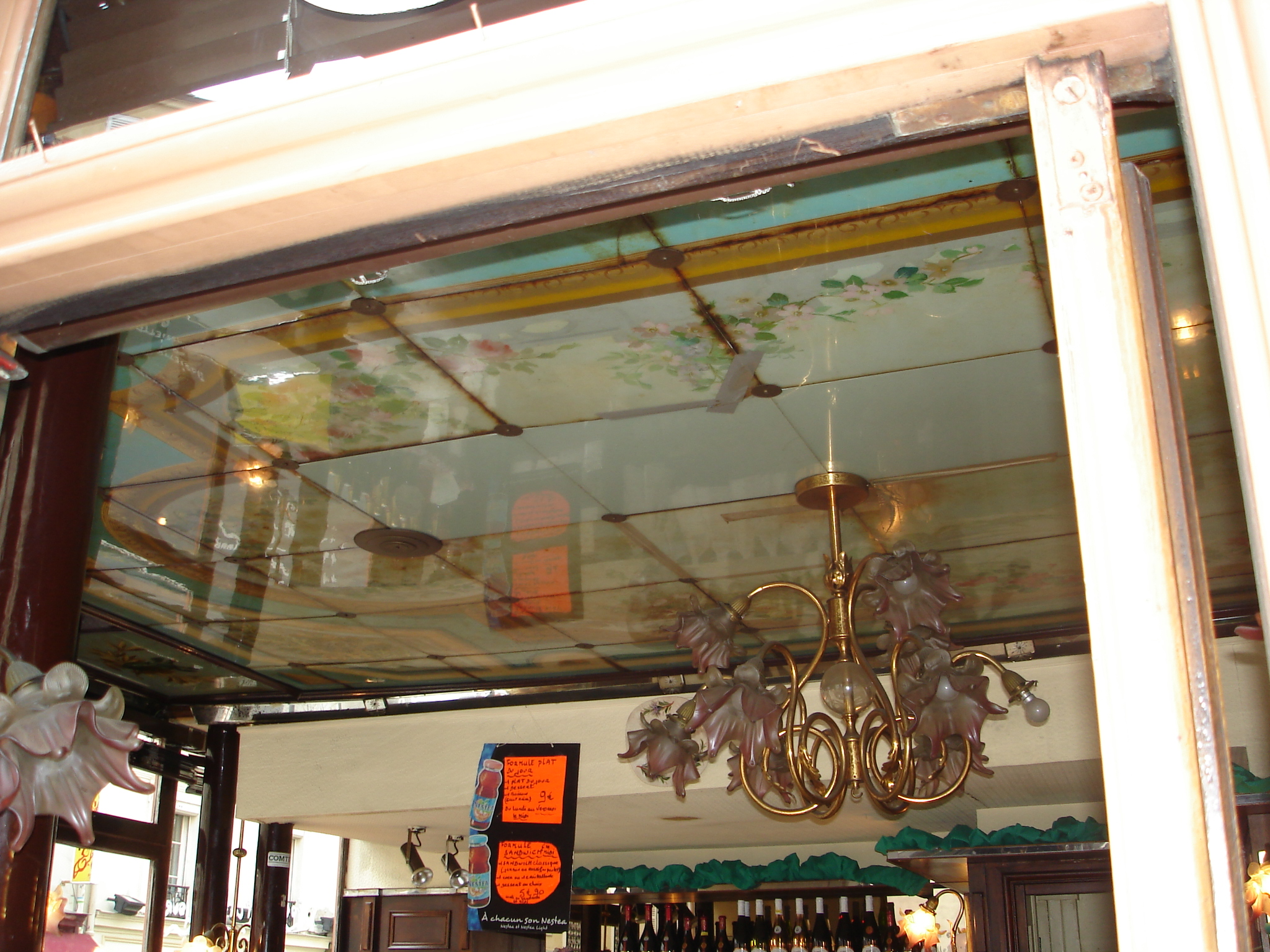
Plafond de la charcuterie.
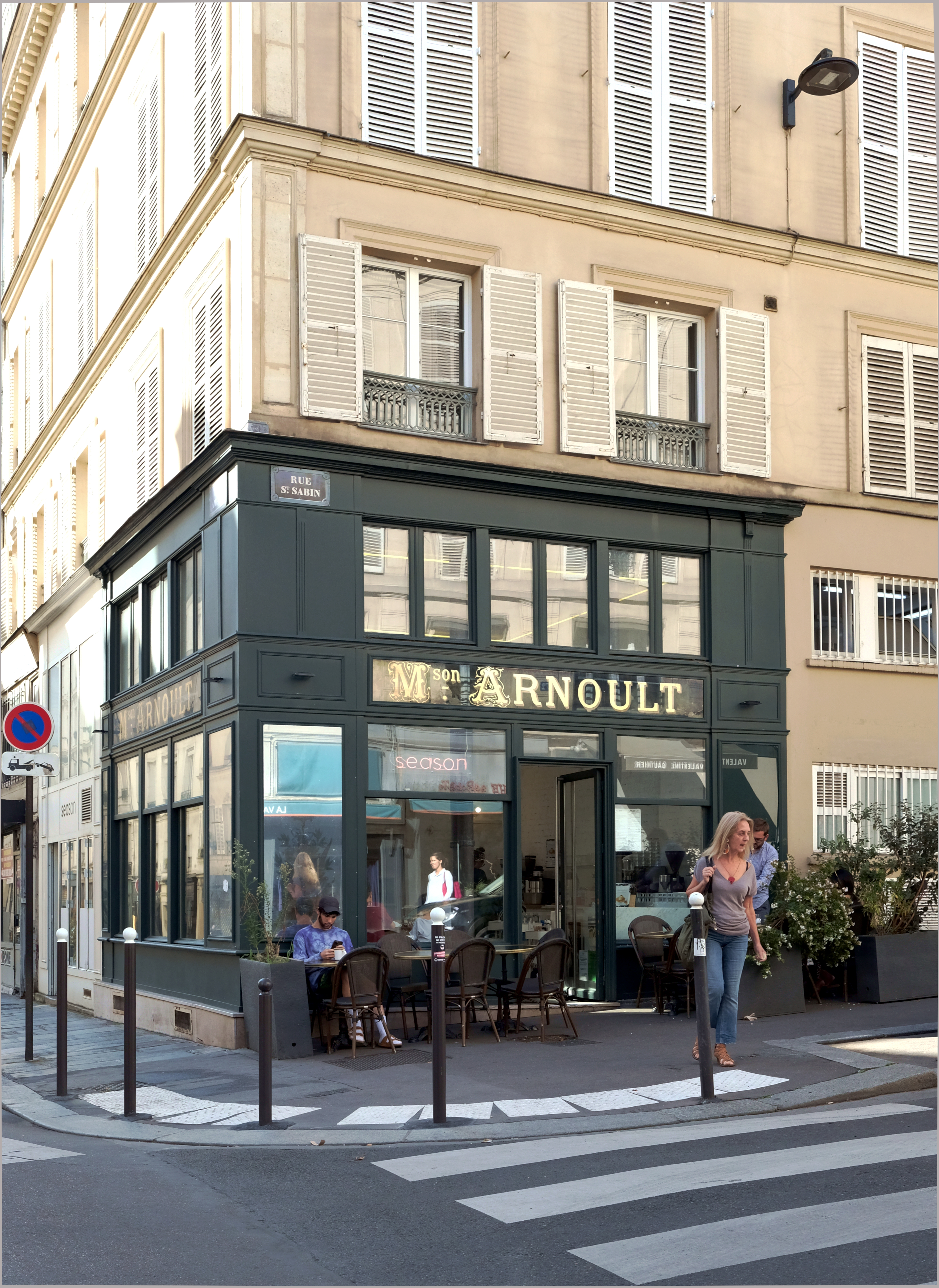
Le café Maison Arnoult en 2024.